# Брубю
Брубю (на шведски: Broby) е град в Южна Швеция, лен Сконе. Главен административен център на община Йостра Йоинге. Разположен е на около 30 km от западния бряг на Балтийско море. Намира се на около 440 km на югозапад от столицата Стокхолм и на около 100 km на североизток от Малмьо. Има жп гара. Населението на града е 2920 жители според данни от преброяването през 2010 г.